# دانشگاه جان براون

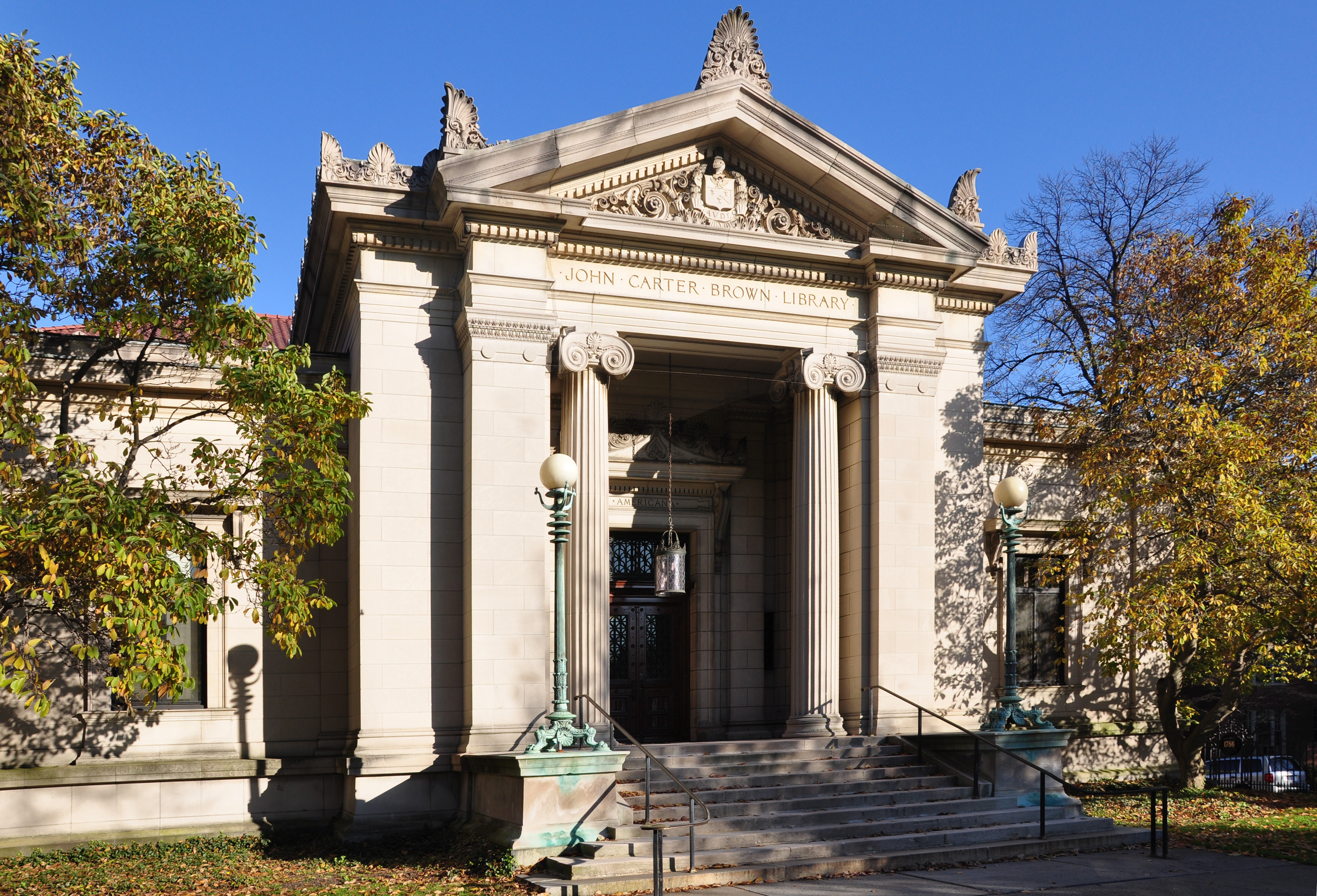

دانشگاه جان براون (به انگلیسی: John Brown University) یک دانشگاه خصوصی، بین فرقه ای و مسیحی در سیلوام اسپرینگز، آرکانزاس است. JBU در سال ۱۹۱۹ تأسیس شد و ۲۳۴۳ دانشجو از ۳۳ ایالت و ۴۵ کشور را در برنامه‌های آموزشی سنتی خود در مقطع کارشناسی، کارشناسی ارشد ثبت نام می‌کند. دانشکده تحصیلات تکمیلی در دانشگاه جان براون دارای ۴۸۳ دانشجو است و ۱۶ مدرک تحصیلات تکمیلی در زمینه تجارت، آموزش، مشاوره و امنیت سایبری ارائه می‌دهد.